# HBO
Home Box Office eller HBO, er en amerikansk betalings-tv-kanal som sender biograffilm, egenproducerede fjernsynsserier og diverse originalserier. HBO er en del af Time Warner-gruppen.
Nogle af serierne som er produceret af HBO er: Oz, Game of Thrones, Sex and the City, The Sopranos, Curb Your Enthusiasm, Six Feet Under, Kammerater i krig, Entourage, Rome, The Wire, og True Blood. Bill Maher er en populær programvært på kanalen, hvor han er vært for Real Time with Bill Maher samt har opført flere one-man shows til kanalen.
HBO blev grundlagt i 1965 af Charles Dolan. I begyndelsen hed den "The Green Channel," men i forbindelse med, at Time, Inc. i 1972 overtog selskabet ændrede kanalen navn til HBO. Kanalen har i dag 30 millioner abonnenter og er USA's mest sete betalingskanal.
Siden 2012 har HBO også været aktiv på det nordiske marked med streamingtjenesten HBO Nordic. Tjenesten skiftede i oktober 2021 navn til HBO Max. I maj 2024 blev navnet igen ændret til blot Max. Det skete, efter at streamingtjenesterne HBO Max og Discovery+ blev lagt sammen i ét samlet streamingtilbud.